# Regiunea Manyara
Manyara este o regiune a Tanzaniei a cărei capitală este Babati. Are o populație de 1.198.000 locuitori și o suprafață de 46.000 km2.

## Subdiviziuni
Această regiune este divizată în 5 districte:
- Babati
- Hanang
- Kiteto
- Mbulu
- Simanjiro